# Wooley (motorfiets)
Wooley is een Brits historisch merk van motorfietsen bedacht door Brian Wooley, geboren te Shepshed, Leicestershire. 
Brian Wooley bouwde in 1966 een 50 cc wegracer op basis van een Yamaha YS-1-blokje, een Suzuki-voorvork en Bianchi- en Itom-racenaven. Bijzonder was de Gomatic gear, een soort versnellingsapparaat dat met twee aandrijfkettingen werkte. Zo kreeg het machientje een soort hoge en lage gearing, waardoor er acht versnellingen beschikbaar waren.